# 중간중배엽

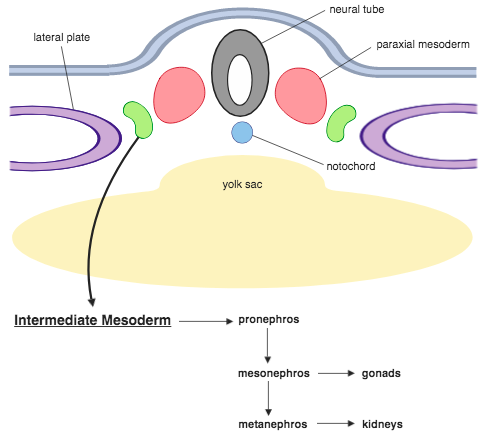
중간중배엽(녹색), 포유류의 초기 장배형성 시기

중간중배엽(中間中胚葉, intermediate mesoderm)은 인간의 초기 발달과정 상에 나타나는 중배엽의 좁은 한 부분이다. 중간중간엽(中間中間葉, intermediate mesenchyme)이라고도 불린다. 중간중배엽은 발달중인 배아의 축옆중배엽(paraxial mesoderm)과 가쪽판중배엽(lateral plate mesoderm) 사이에 위치한다. 중간중배엽은 비뇨생식기 계통(신장, 생식선 및 각 관)으로 발달한다.

## 초기 형성
중간중배엽의 형성을 조절하는 인자에 대해서 아직 완전히 이해된 상태가 아니다. 뼈 형성 단백질(bone morphogenic proteins, BMP)는 중배엽의 등-복 축을 따라 성장 영역을 지정한다. 그리고 중간중배엽 형성에 중요한 역할을 하는 것으로 여겨진다. Vg1/Nodal 신호는 BMP 신호를 통한 중간중배엽 형성을 조절한다고 확인되었다. Vg1/Nodal 신호가 과도하면 초기 장배형성 단계에서 축옆중배엽 형성을 축소시키며, 중간중배엽 형성을 확장시키는 반면, Vg1/Nodal 신호가 억제되면 중간중배엽의 형성도 억제된다.
중간중배엽 형성에 필요한 다른 유전자로는 Osr1 및 Pax2가 있다. 이 유전자들은 초기 중간중배엽에서 중간 수준의 BMP신호에 의해 활성화 된다. 이 현상은 중간중배엽의 분화 초기단계에서 볼 수 있다. 높은 수준의 BMP신호는 가쪽판중배엽 조직의 성장을 자극시키는 반면, 낮은 수준의 BMP신호는 축옆중배엽 형성과 몸 분절 형성을 야기한다. 아연-손가락 DNA 결합 단백질(zinc-finger DNA-binding protein)을 암호화하는 Osr1과 LIM형 호메오박스 유전자인 Lhx1의 발현은 가쪽판중배엽과 중간중배엽이 겹쳐진다. Osr1은 첫 번째 체절부터 전-후 축 전체를 포함하는 발현 도메인을 가진다. 6번째 체절에서 활성화된 Pax2/8 유전자를 포함하여 중간중배엽에 더 큰 특이성을 가지는 유전자 마커가 식별되는 것은 4-8번째 체절 단계가 되어서야 확인된다. Lhx1의 발현 또한 더욱 중간중배엽으로 제한된다. 동물을 이용한 유전자 분석 연구결과 Lhx1, Osr1, Pax2/8 신호 전달은 모두 중간중배엽의 초기 유도체로 세분화 되는데 필수적이다.

## 유래된 장기와 조직
발달이 진행되면서, 중간중배엽은 전-후 축을 따라 3가지 연속적인 세 단계로 분화한다. 초기 포유류와 조류의 비뇨생식기 계통의 연속적인 세 단계로써, 전신(pronephros), 중신(mesonephros), 후신(metanephros)이라 한다. 중간중배엽은 남성과 여성의 생식 기관과 신장으로 발달하게 된다.

### 신장
초기 신장 구조는 전신과 중신 단계를 말한다. 이들의 복잡성, 크기 및 발달 기간은 척추동물 종에 따라 크게 다를 수 있다. 후신 신장 이라고도 하는 성체 신장은 덜 복잡했던 초기 신장 구조가 퇴화한 후 중간중배엽의 후단부에 형성된다.

#### 전신
전신(前腎, 앞콩팥, pronephros)
초기 발달 동안(인간의 경우 대략 22일째), 복부부터 머리체절까지의 중간중배엽이 전신관(pronephric duct)을 형성한다. 전신관의 세포들은 후미쪽으로 이동하면서 인접한 간엽(mesenchyme)이 초기 신장 구조(전신)를 형성하도록 유도한다. 이 과정은 Pax2/8에 의해 조절된다. 전신은 일부 원시 어류의 성체에서 활성화되며 양서류 유생 및 발달된 어류의 배아에서 1차 배설 시스템으로 작용한다. 그러나 포유동물의 경우 전신세뇨관과 전신관의 앞쪽 부분이 3.5주 만에 퇴화되어 배아 신장인 중신 단계로 이어진다.

#### 중신
중신(中腎, 중간콩팥, mesonephros)
중신은 포유류의 발생 6주에서 10주 사이에 일시적으로 형성되며 그 기간 동안 신장의 기능을 한다. 수생 척추동물의 경우 영구 배설 기관으로 남아 역할 한다. 수태 8주 후, 인간의 중신은 최대 크기에 도달하며 퇴행하기 시작한다. 16주 후, 퇴행이 완료된다. 중신의 형성은 전신과 후신 사이에 일시적으로 일어나지만 그럼에도 불구하고 중신은 후신신장의 요관싹(ureteric bud)을 형성하는 볼프관(혹은 중신관)의 구조 발달에 필수적이다.

#### 후신
후신(後腎, 뒤콩팥, metanephros)
후신은 양막류의 영구신장이다. 후신은 인간 배아에서 10주 동안 발생하며 후신원성아체(metanephrogenic blastema)와 요관싹의 상호작용에 의해 형성된다. 후신원성아체에 의해 분비되는 성선 유래 신경영양 인자(GDNF)는 공동 수용체 GFR⍺1을 통해 수용체 티로신 키나제(RET)를 활성화한다. RET가 활성화된 세포들은 신관(nephric duct)에서 GDNF 신호 쪽으로 세포의 증식이 유도되어 요관싹의 성장 및 침습을 촉진한다. 요관싹이 후신원성아체를 침범하면 윈트 단백질 형태의 허용 신호가 활성화된다. 이 신호는 요관싹 끝 주위의 후신 간엽 세포의 응축시키도록 자극하여 네프론(근위 세뇨관, 헨레 고리 및 원위 세뇨관)의 상피 세포를 생성하기 위한 아체의 분극화를 시작하게 한다. 요관싹은 FGF2와 BMP7을 분비하여 신장 간엽의 세포사멸을 방지한다. 응축 간엽은 요관싹의 분지를 매개하는 측분비 인자를 분비하여 요관과 성체 신장의 집합관을 발생시킨다.